# Antoine Bekaert
Antoine Marie Jean Maurice Bekaert (Zwevegem, 10 augustus 1930 – aldaar, 7 maart 1990) was een Belgische ondernemer, bestuurder en politicus.

## Levensloop
Bekaert, telg uit het geslacht Bekaert, was de zoon van Leon Antoine Bekaert en Elisabeth Velge. Hij was een schoonbroer van Marc Verhaeghe de Naeyer en een neef van Léon Velge, Jean-Charles Velge en Maurice Velge. Zijn vader leidde het bedrijf van de familie, staaldraadproducent Bekaert. Na een kandidatuur in economische en consulaire wetenschappen en na een diploma van de Harvard Business School, begon Bekaert aan een opleiding binnen de familiale onderneming, die ondertussen een internationale en weldra beursgenoteerde multinational was.
In 1955 huwde hij met Janine Waucquez (Sint-Pieters-Woluwe 22 juli 1932 - Zwevegem, 13 januari 1987) en ze kregen twee zoons en drie dochters. Na de dood van zijn vader nam hij mee de leiding van de onderneming, samen met zijn schoonbroer Marc Verhaeghe de Naeyer. Daarnaast volgde hij zijn vader op als burgemeester van Zwevegem. Aangezien hij uiteraard geen lid was van de gemeenteraad van Zwevegem zolang zijn vader burgemeester was, werd hij op 16 oktober 1962 buiten de raad als diens opvolger benoemd. Hij bekleedde het burgemeestersambt totdat Zwevegem in 1976 een fusie aanging met enkele buurgemeenten. Hij werd opgevolgd door zijn schepen Jozef Van de Velde en vervolgens door Paul Deprez.
Net als zijn vader speelde hij een rol in de Belgische ondernemerswereld, meer bepaald in het Verbond van Kristelijke Werkgevers (VKW), waarvan hij eerst de provinciale en vervolgens van 1971 tot 1988 de nationale voorzitter was. Onder zijn bestuur werd de naam van de organisatie aangepast naar Verbond van Kristelijke Werkgevers en Kaderleden (VKW). Daarnaast was hij van 1981 tot 1985 voorzitter van de internationale Christelijke werkgeversorganisatie UNIAPAC. Onverwachte ziekte maakte een voortijdig einde aan zijn loopbaan.
In 1966 werd Antoine Bekaert in de erfelijke adelstand opgenomen met de overdraagbare titel van baron. Hij nam als wapenspreuk Semper in caritate. Tevens was hij commandeur in de Kroonorde en in de Orde van de Heilige Gregorius de Grote.